# Hardschaligheid
Sommige zaden hebben een zaadhuid die geen water doorlaat. Zulke zaden worden hardschalig genoemd.
De hardschaligheid wordt verbroken door mechanische beschadiging of door passage van het maag-darmkanaal van dieren, zoals vogels of aantasting door bacteriën en schimmels.
De zaadhuid kan ook beschadigd worden door behandeling met schuurpapier of aanvijlen.